# Lijst van personen geboren in 1985
Dit is een lijst van personen die zijn geboren in 1985.

### Januari

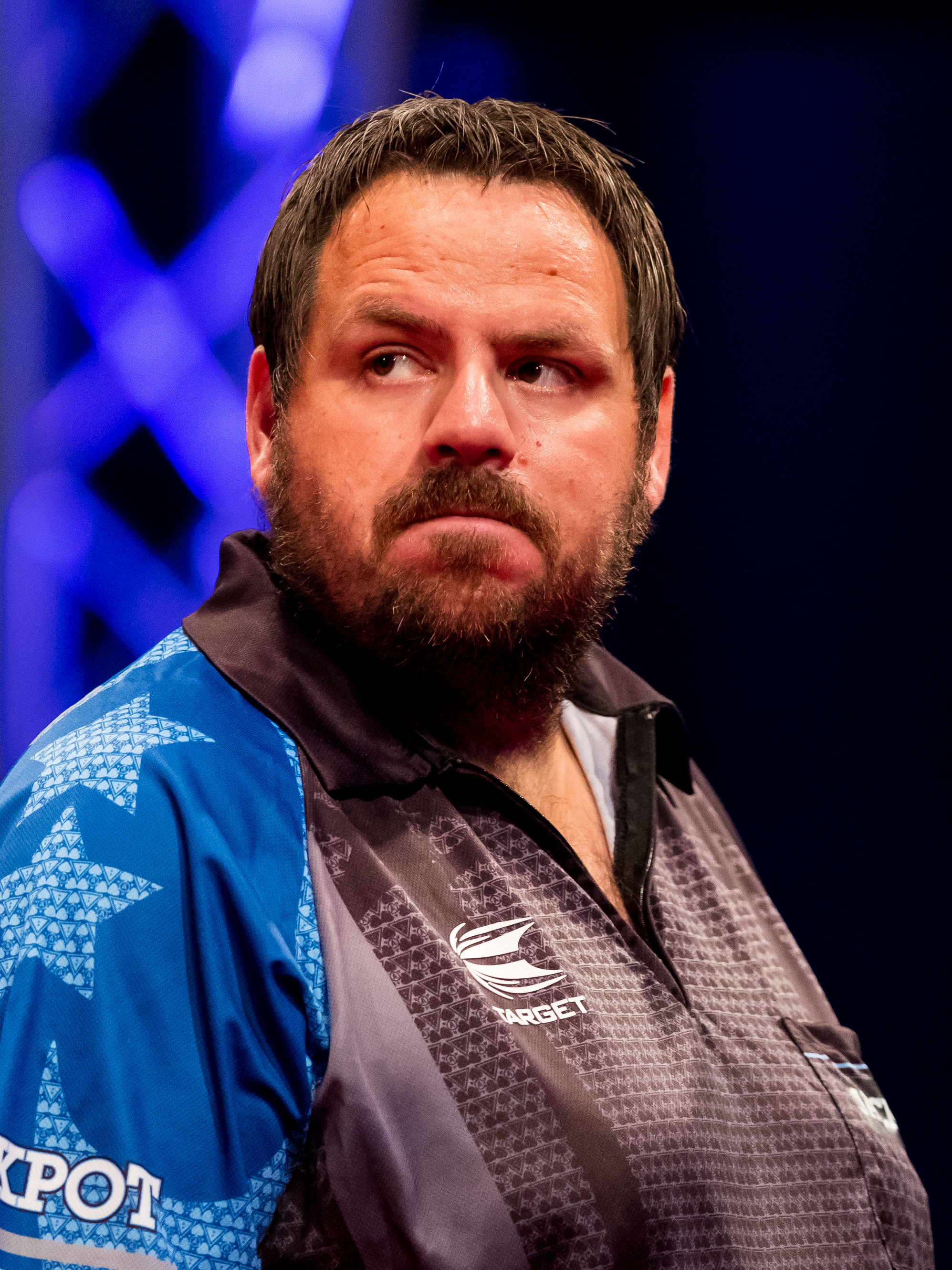
Adrian Lewis
geboren op 21 januari

- 1 - Oscar Gatto, Italiaans wielrenner
- 1 - André Hughes, Duits honkballer
- 2 - Ivan Dodig, Kroatische tennisser
- 2 - Andreas Ekberg, Zweeds voetbalscheidsrechter
- 2 - Konrad Niedźwiedzki, Pools langebaanschaatser
- 3 - Merab Gagoenasjvili, Georgisch schaker
- 4 - Kari Aalvik Grimsbø, Noors handbalkeepster
- 4 - Fernando Rees, Braziliaans autocoureur
- 4 - Réver, Braziliaans voetballer
- 4 - Antar Zerguelaine, Algerijns atleet
- 5 - Mercedes Peris, Spaans zwemster
- 5 - Fabienne Suter, Zwitsers alpineskiester
- 6 - Abel Aguilar, Colombiaans voetballer
- 6 - Valerio Agnoli, Italiaans wielrenner
- 6 - Inge Vermeulen, Nederlands hockeyster (overleden 2015)
- 7 - Lewis Hamilton, Brits autocoureur
- 8 - Jaroslav Kulhavý, Tsjechisch mountainbiker
- 8 - Elisabeth Pähtz, Duits schaakster
- 8 - Jamaïque Vandamme, Belgisch voetballer
- 9 - Brett Camerota, Amerikaans noordse combinatieskiër
- 9 - Stephen Chebogut, Keniaans atleet
- 9 - Juanfran, Spaans voetballer
- 10 - Bader Al-Muttwa, Koeweits voetballer
- 10 - Mark Korir, Keniaans atleet
- 10 - Anette Sagen, Noors schansspringster
- 11 - King Koyeba, Surinaams dancehall-reggaezanger
- 11 - Kazuki Nakajima, Japans autocoureur
- 11 - Elfje Willemsen, Belgisch atlete en bobsleester
- 12 - Ginou Etienne, Haïtiaans atlete
- 12 - Artem Milevsky, Oekraïens voetballer
- 12 - Borja Valero, Spaans voetballer
- 13 - Souleymane Bamba, Ivoriaans voetballer en voetbaltrainer (overleden 2024)
- 13 - Georgina Pota, Hongaars tafeltennisster
- 13 - Sun Weiwei, Chinees atlete
- 16 - Craig Jones, Brits motorcoureur (overleden 2008)
- 16 - Ismael Kombich, Keniaans atleet
- 16 - Pablo Zabaleta, Argentijns voetballer
- 17 - Anna Alminova, Russisch atlete
- 17 - Simone Simons, Nederlands zangeres
- 18 - Oluwafemi Ajilore, Nigeriaans voetballer (Femi)
- 18 - Jacob Clear, Australisch kanovaarder
- 18 - Elke Clijsters, Belgisch tennisster
- 19 - Esteban Guerrieri, Argentijns autocoureur
- 19 - Olga Kaniskina, Russisch atlete
- 19 - Alper Uçar, Turks kunstschaatser
- 20 - Ehsan Hadadi, Iraans atleet
- 21 - Adrian Lewis, Brits darter
- 21 - Laura Tomlinson, Brits amazone
- 22 - Ben Hanley, Brits autocoureur
- 22 - Brian Mariano, Nederlands atleet
- 22 - Maarten Tordoir, Belgisch voetballer
- 23 - Doutzen Kroes, Nederlands fotomodel en actrice
- 23 - Jevgeni Loekjanenko, Russisch atleet
- 23 - Niki Mäenpää, Fins voetballer
- 23 - Aselefech Mergia, Ethiopisch atlete
- 24 - Kornel Saláta, Slowaaks voetballer
- 24 - Mattie Valk, Nederlands radio-dj
- 25 - Stephen Hagan, Noord-Iers acteur
- 27 - Gerard Aafjes, Nederlands voetballer
- 27 - Karim El Ahmadi, Marokkaans voetballer
- 27 - Fatih Kantarçi, Belgisch voetballer
- 27 - Dustley Mulder, Nederlands voetballer
- 27 - Eric Radford, Canadees kunstschaatser
- 27 - Floor van der Wal, Nederlands cabaretière (overleden 2011)
- 28 - Libby Trickett, Australisch zwemster
- 28 - NoClue, Amerikaans rapper
- 28 - Basharmal Sultani, Afghaans bokser
- 29 - Isabel Lucas, Australisch actrice
- 30 - Gisela Dulko, Argentijns tennisster
- 30 - Jiang Tengyi, Chinees autocoureur
- 31 - Grégory Baugé, Frans baanwielrenner

### Februari
- 1 - Jodi Gordon, Australisch actrice en model
- 1 - Asmaa Mahfouz, Egyptisch mensenrechtenverdedigster en medeoprichter van de 6 April Beweging
- 2 - Massoud Azizi, Afghaans atleet
- 2 - Francis De Greef, Belgisch wielrenner
- 3 - Celina Lemmen, Nederlands zwemster
- 4 - Bug Hall, Amerikaans acteur
- 4 - Clément Pinault, Frans voetballer (overleden 2009)
- 4 - Floor Rieder, Nederlands illustrator
- 4 - Pelle Rietveld, Nederlands atleet
- 5 - Robert Lijesen, Nederlands zwemmer
- 5 - Cristiano Ronaldo, Portugees voetballer
- 6 - Hiroaki Hiraoka, Japans judoka
- 6 - Joji Kato, Japans schaatser
- 6 - Ben Woldring, Nederlands internetondernemer
- 6 - Yang Yu, Chinees zwemster
- 7 - Ewout Genemans, Nederlands tv-producent, presentator, zanger en acteur
- 11 - Casey Dellacqua, Australisch tennisster
- 11 - Šárka Strachová, Tsjechisch skiester
- 12 - Wendy Den Haeze, Belgisch atlete
- 12 - Josphat Ndambiri, Keniaans atleet
- 12 - Przemysław Stańczyk, Pools zwemmer
- 13 - Mayra Andrade, Kaapverdiaans zangeres
- 13 - Courtney Dauwalter, Amerikaans atlete
- 13 - Hedwiges Maduro, Nederlands voetballer
- 13 - Bridget Neval, Australisch actrice
- 13 - Annemarie Schulte, Nederlands atlete
- 13 - Alexandros Tziolis, Grieks voetballer
- 14 - Marc Carol, Spaans autocoureur
- 14 - Paul Simonis, Nederlands voetbaltrainer
- 15 - Elias Mentzel, Belgisch regisseur/acteur
- 16 - Ron Vlaar, Nederlands voetballer
- 17 - Anders Jacobsen, Noors schansspringer
- 18 - Jos van Emden, Nederlands wielrenner
- 18 - Fabio Sabatini, Italiaans wielrenner
- 18 - Ine Marie Wilmann, Noors actrice
- 19 - Haylie Duff, Amerikaans actrice
- 19 - Duncan Ende, Amerikaans autocoureur
- 19 - Jelle Vanendert, Belgisch wielrenner
- 20 - Petter Andersson, Zweeds voetballer
- 20 - Charlie Kimball, Amerikaans autocoureur
- 20 - Michael Oliver, Engels voetbalscheidsrechter
- 20 - Frauke Penen, Belgisch atlete
- 20 - Joelia Volkova, Russisch zangeres
- 20 - Shareese Woods, Amerikaans atlete
- 21 - Georgios Samaras, Grieks voetballer
- 21 - Peter Velits, Slowaaks wielrenner
- 22 - Igor Đurić, Servisch voetballer
- 23 - Fie Udby Erichsen, Deens roeister
- 23 - Jekaterina Joerlova, Russisch biatlete
- 26 - Sanya Richards-Ross, Jamaicaans-Amerikaans atlete
- 26 - Mike Robertson, Canadees snowboarder
- 26 - Bas van Velthoven, Nederlands zwemmer
- 27 - Otman Bakkal, Nederlands voetballer
- 27 - Dinijar Biljaletdinov, Russisch voetballer
- 27 - Joan Lascorz, Spaans motorcoureur en rallyrijder
- 28 - Jelena Janković, Servisch tennisster
- 28 - Lee Kang-seok, Koreaans schaatser
- 28 - Diego Ribas da Cunha, Braziliaans voetballer

### Maart

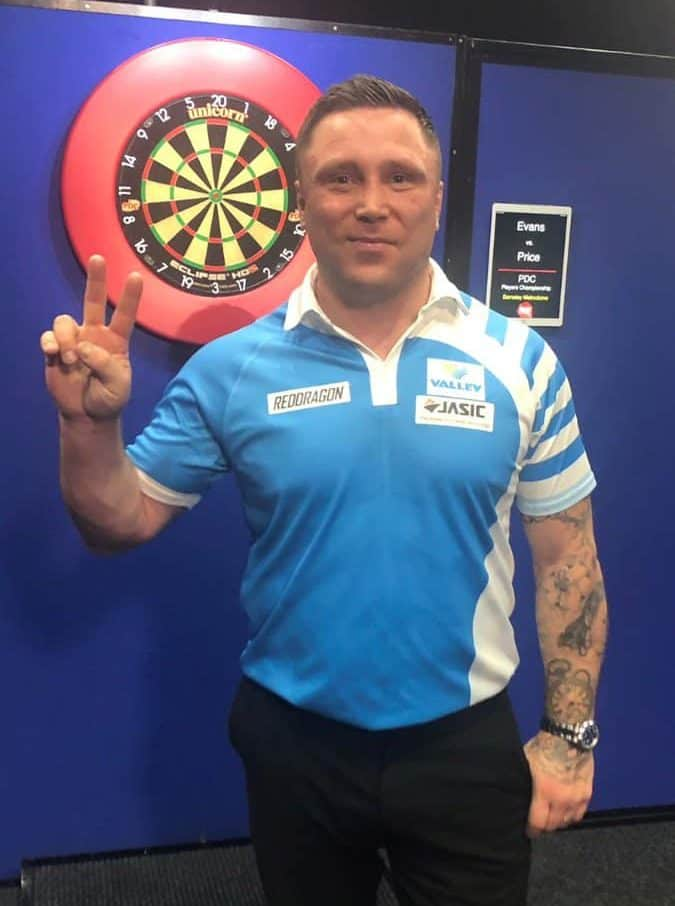
Gerwyn Price
geboren op 7 maart

- 2 - Patrick Makau Musyoki, Keniaans atleet
- 2 - T'Nia Miller, Engels actrice
- 3 - Quiarol Arzú, Hondurees voetballer
- 3 - Steven Cozza, Amerikaans wielrenner
- 3 - Nicolas Hartmann, Frans wielrenner
- 3 - Maren Haugli, Noors schaatsster
- 3 - Kıvanç Karakaş, Turks voetballer
- 3 - Mariel Zagunis, Amerikaans schermster
- 4 - Felicity Galvez, Australisch zwemster
- 4 - Hrvoje Čale, Kroatisch voetballer
- 5 - Mesfin Adimasu, Ethiopisch atleet
- 6 - Sabrina Altermatt, Zwitsers atlete
- 6 - Andrea Deelstra, Nederlands atlete
- 6 - Godfrey Khotso Mokoena, Zuid-Afrikaans atleet
- 6 - Linus Thörnblad, Zweeds atleet
- 7 - Paul Holowaty, Brits acteur
- 7 - Gerwyn Price, Welsh darter
- 8 - Haris Međunjanin, Bosnisch-Nederlands voetballer
- 8 - Stefano Proetto, Italiaans-Duits autocoureur
- 8 - Ferne Snoyl, Nederlands voetballer
- 9 - Pastor Maldonado, Venezolaans autocoureur
- 10 - Miroslava Doema, Russisch modejournaliste en onderneemster
- 10 - Mikko Kokslien, Noors noordse combinatieskiër
- 11 - Arooj Aftab, Pakistaans zangeres
- 11 - Sheridan Morais, Zuid-Afrikaans motorcoureur
- 11 - Kai Reus, Nederlands wielrenner
- 12 - Marco Bonanomi, Italiaans autocoureur
- 12 - Stromae (Paul Van Haver), Belgisch singer-songwriter
- 13 - Vesna Fabjan, Sloveens langlaufster
- 13 - Emile Hirsch, Amerikaans acteur
- 13 - Simon Walter, Zwitsers atleet
- 14 - Ariel Rebel, Canadees pornomodel
- 14 - Dyna (Vishaal Lachman), Surinaams-Nederlands dj
- 14 - Hywel Lloyd, Welsh autocoureur
- 15 - Nickesha Anderson, Jamaicaans atlete
- 15 - Tom Chilton, Brits autocoureur
- 15 - Kellan Lutz, Amerikaanse acteur
- 17 - Tuğba Karademir, Turks kunstschaatsster
- 18 - Krisztián Berki, Hongaars turner
- 16 - Nynke de Jong, Nederlands journaliste en schrijfster
- 18 - Michaela Kirchgasser, Oostenrijks alpineskiester
- 18 - Gordon Schildenfeld, Kroatisch voetballer
- 18 - Dieter Van Tornhout, Belgisch voetballer
- 18 - Tomonobu Yokoyama, Japans voetballer (overleden 2024)
- 19 - Marije Brummel, Nederlands voetbalster
- 19 - Nick Hendrix, Brits acteur
- 19 - Yolanthe Cabau, Nederlands-Spaans actrice
- 19 - Mohamed Zemmamouche, Algerijns voetballer
- 20 - Morgan Amalfitano, Frans voetballer
- 20 - Nicolas Lombaerts, Belgisch voetballer
- 20 - Martin Vingaard, Deens voetballer
- 21 - Vladimir Kanajkin, Russisch atleet
- 22 - Jakob Fuglsang, Deens wielrenner
- 22 - Laureano Sanabria Ruiz, Spaans voetballer
- 23 - Fernando Amorebieta, Venezolaans voetballer
- 23 - Jonathan Hivert, Frans wielrenner
- 23 - Regina Mader, Oostenrijks alpineskiester
- 24 - Frederico Gil, Portugees tennisser
- 24 - Nicolae Mitea, Roemeens voetballer
- 25 - Emmanuel Boakye, Ghanees voetballer
- 26 - Matt Grevers, Amerikaans zwemmer
- 26 - Keira Knightley, Brits actrice
- 27 - Chris Davies, Engels voetbaltrainer
- 27 - Paul Meijer, Nederlands autocoureur
- 27 - David Navara, Tsjechisch schaker
- 27 - Nadezjda Skardino, Wit-Russisch biatlete
- 27 - Přemysl Švarc, Tsjechisch triatleet
- 27 - Peter Valstar, Nederlands politicus (VVD)
- 28 - Stanislas Wawrinka, Zwitsers tennisser
- 30 - Giacomo Ricci, Italiaans autocoureur

### April
- 1 - Sjamil Boerzijev, Russisch voetballer (overleden 2010)
- 1 - Imanuelle Grives, Nederlands actrice
- 2 - Matthew Antoine, Amerikaans skeletonracer
- 3 - Leona Lewis, Brits zangeres
- 4 - Bram Rouwen, Nederlands atleet
- 4 - Dudi Sela, Israëlisch tennisser
- 5 - Erwin l'Ami, Nederlands schaker
- 5 - Jolanda Keizer, Nederlands atlete
- 8 - Marie Marchand-Arvier, Frans alpineskiester
- 8 - Yemane Tsegay, Ethiopisch atleet
- 9 - Mihail Alexandrov, Bulgaars-Amerikaans zwemmer
- 9 - Stephen Bunting, Engels darter
- 9 - Antonio Nocerino, Italiaans voetballer
- 9 - Linda Villumsen, Deens-Nieuw-Zeelands wielrenster
- 10 - Alessandro Bonetti, Italiaans autocoureur
- 10 - Lina Jacques-Sébastien, Frans atlete
- 10 - Wang Meng, Chinees shorttrackster
- 11 - Denise Kemkers, Nederlands atlete
- 12 - Marco di Carli, Duits zwemmer
- 12 - Tom Schippers, Belgisch atleet
- 13 - Tino Edelmann, Duits noordse combinatieskiër
- 13 - Sally Foster, Australisch zwemster
- 13 - Youssef Rabeh, Marokkaans voetballer
- 13 - Sipke Zijlstra, Nederlands wielrenner
- 14 - Henk Grol, Nederlands judoka
- 14 - Bobbie Koek, Nederlands actrice
- 14 - Michal Papadopulos, Tsjechisch voetballer
- 15 - Mario Barić, Kroatisch voetballer
- 16 - Chantal Achterberg, Nederlands roeister
- 16 - Luol Deng, Sudanees-Brits basketballer
- 16 - Andreas Granqvist, Zweeds voetballer
- 16 - Stefanie Luiken, Nederlands zwemster
- 16 - Taye Taiwo, Nigeriaans voetballer
- 16 - Olivier Werner, Belgisch voetballer
- 17 - Jiske Griffioen, Nederlands paralympisch sportster
- 17 - Rooney Mara, Amerikaans actrice
- 17 - Kristof Wilke, Duits roeier
- 18 - Łukasz Fabiański, Pools voetballer
- 18 - Karl Reindler, Australisch autocoureur
- 19 - Valon Behrami, Zwitsers voetballer
- 19 - Meselech Melkamu, Ethiopisch atlete
- 19 - Aleksandr Tretjakov, Russisch skeletonracer
- 19 - Zhang Xi, Chinees beachvolleyballer
- 19 - Niki Zimling, Deens voetballer
- 20 - Ehsan Jami, Iraans-Nederlands activist en publicist
- 21 - Takuro Fujii, Japans zwemmer
- 21 - Theoharis Trasha, Albanees gewichtheffer
- 22 - Camille Lacourt, Frans zwemmer
- 22 - Lenka Masná, Tsjechisch atlete
- 22 - Dionne Stax, Nederlandse journaliste en nieuwslezers
- 23 - Tony Martin, Duits wielrenner
- 24 - Mike Rodgers, Amerikaans atleet
- 25 - Giedo van der Garde, Nederlands autocoureur
- 26 - Ida Ingemarsdotter, Zweeds langlaufer
- 26 - John Isner, Amerikaans tennisser
- 30 - Elena Fanchini, Italiaans alpineskiester (overleden 2023)
- 30 - Gal Gadot, Israëlisch fotomodel en actrice
- 30 - Michael Mørkøv, Deens wielrenner
- 30 - Suzanne Peters, Nederlands schrijfster

### Mei
- 1 - Luka Rakuša, Sloveens wielrenner
- 2 - Lily Allen, Brits zangeres
- 2 - Mario Gyr, Zwitsers roeier
- 2 - Sarah Hughes, Amerikaans kunstschaatsster
- 3 - Erin Densham, Australisch triatlete
- 3 - Melissa Drost, Nederlands actrice
- 3 - Ezequiel Lavezzi, Argentijns voetballer
- 3 - Jürgen Raeymaeckers, Belgisch voetballer
- 4 - Martijn Verschoor, Nederlands wielrenner
- 6 - Anouk Hoogendijk, Nederlands voetbalster
- 7 - Jakob Andkjær, Deens zwemmer
- 7 - Michail Ignatiev, Russisch wielrenner
- 7 - Liam Tancock, Brits zwemmer
- 8 - Darrell Britt-Gibson, Amerikaans acteur
- 8 - Nikkie Plessen, Nederlands actrice en onderneemster
- 9 - Matthew Busche, Amerikaans wielrenner
- 9 - Ermanno Capelli, Italiaans wielrenner
- 9 - Rick Kruys, Nederlands voetballer
- 9 - Audrina Patridge, Amerikaans actrice
- 9 - Luca Rossettini, Italiaans voetballer
- 10 - Adrien Deghelt, Belgisch atleet
- 10 - Edcarlos, Braziliaans voetballer
- 10 - Anastasiya Skryabina, Oekraïens alpineskiester
- 11 - Bizzey, Nederlands hiphopartiest en dj
- 11 - Carly Hibberd, Australisch wielrenster (overleden 2011)
- 11 - Kirsten van de Ven, Nederlands voetbalster
- 11 - Jadyn Wong, Canadees actrice
- 12 - Andrew Howe, Italiaans atleet
- 12 - Dániel Tőzsér, Hongaars voetballer
- 13 - Yusuke Minato, Japans noordse combinatieskiër
- 13 - Ganbaatar Tögsbayar, Mongolisch voetballer
- 14 - Shlomi Arbeitman, Israëlisch voetballer
- 14 - Nicholas Sprenger, Australisch zwemmer
- 14 - Anne-Mar Zwart, Nederlands programmamaakster, tv-presentatrice en zangeres
- 15 - Rik Mol, Nederlands trompettist
- 15 - Tom Stamsnijder, Nederlands wielrenner
- 16 - Stefanie Luiken, Nederlands zwemster
- 17 - Teófilo Gutiérrez, Colombiaans voetballer
- 17 - Emil Sitoci, Nederlands professioneel worstelaar
- 17 - Ruben Terlou, Nederlands fotograaf en documentairemaker
- 17 - Greg Van Avermaet, Belgisch wielrenner
- 18 - Amy Siemons, Nederlands paralympisch atlete
- 19 - Glenn Verbauwhede, Belgisch voetballer
- 20 - Chris Froome, Keniaans-Brits wielrenner
- 20 - Femke van der Meij, Nederlands atlete
- 20 - Dennis Ruijgrok, Nederlands schaker
- 21 - Mutya Buena, Brits zangeres
- 21 - Mark Cavendish, Brits wielrenner
- 21 - Alexander Dale Oen, Noors zwemmer (overleden 2012)
- 21 - Dušan Kuciak, Slowaaks voetballer
- 21 - Sean McIntosh, Canadees autocoureur
- 22 - Tranquillo Barnetta, Zwitsers voetballer
- 22 - Mauro Boselli, Argentijns voetballer
- 22 - Rick van den Hurk, Nederlands honkballer
- 22 - Matthias Rosseeuw, Belgisch atleet
- 23 - Sekou Cissé, Ivoriaans voetballer
- 23 - Sebastián Fernández, Uruguayaans voetballer
- 23 - Tejmoeraz Gabasjvili, Russisch tennisser
- 23 - Wim Stroetinga, Nederlands wielrenner
- 23 - Ross Wallace, Schots voetballer
- 24 - Tayliah Zimmer, Australisch zwemster
- 25 - Demba Ba, Senegalees-Frans voetballer
- 25 - Tuğba Daşdemir, Turks alpineskiester
- 25 - Pedro Morales, Chileens voetballer
- 27 - Roberto Soldado, Spaans voetballer
- 27 - Maaike Vos, Nederlands shorttrackster
- 29 - Yu Jing, Chinees schaatsster
- 29 - Nozomi Komuro, Japans skeletonster
- 30 - Nikita Krjoekov, Russisch langlaufer
- 30 - Bryan Lundquist, Amerikaans zwemmer
- 31 - Duarte Félix da Costa, Portugees autocoureur
- ? - Hannah Schmitz, Brits f1-racestrategist

### Juni
- 1 - Rodolph Austin, Jamaicaans voetballer
- 1 - Tirunesh Dibaba, Ethiopisch atlete
- 2 - José Joaquín Rojas, Spaans wielrenner
- 3 - Tjeerd Boersma, Nederlands atleet
- 4 - Dominique Gisin, Zwitsers alpineskiester
- 4 - Anna-Lena Grönefeld, Duits tennisster
- 4 - Evan Lysacek, Amerikaans kunstrijder
- 4 - Jevgeni Oestjoegov, Russisch biatleet
- 4 - Lukas Podolski, Duits voetballer
- 5 - Jeremy Abbott, Amerikaans kunstschaatser
- 5 - Jekaterina Bytsjkova, Russisch tennisster
- 5 - Björn Hamberg, Zweeds voetbaltrainer
- 5 - Bashir Ahmad Rahmati, Afghaans worstelaar
- 6 - Sota Hirayama, Japans voetballer
- 6 - Thomas Mogendorff, Nederlands shorttracker
- 6 - Leila Vaziri, Amerikaans zwemster
- 7 - Adam Nagaitis, Engels acteur
- 7 - Richard Thompson, atleet uit Trinidad en Tobago
- 8 - Ljoedmila Litvinova, Russisch atlete
- 9 - Johannes Fröhlinger, Duits wielrenner
- 9 - Gordon Touw Ngie Tjouw, Surinaams zwemmer
- 10 - John Daly, Amerikaans skeletonracer
- 10 - Kaia Kanepi, Ests tennisster
- 10 - Rok Perko, Sloveens alpineskiër
- 10 - Andy Schleck, Luxemburgs wielrenner
- 10 - Arjan Wisse, Nederlands voetballer
- 13 - Filipe Albuquerque, Portugees autocoureur
- 13 - Ida Alstad, Noors handbalster
- 13 - Albert Timmer, Nederlands wielrenner
- 15 - Pascal Redeker, Nederlands zanger
- 16 - Alessandro Ciompi, Italiaans autocoureur
- 16 - Baz, Belgisch hiphopartiest
- 17 - Marcos Baghdatis, Cypriotisch tennisser
- 17 - Manuel Fettner, Oostenrijks schansspringer
- 18 - Alex Hirsch, Amerikaanse televisieproducent en stemacteur
- 19 - Christoph Nösig, Oostenrijks alpineskiër
- 19 - Dire Tune, Ethiopisch atlete
- 19 - Reinier Baas, Nederlands jazzmuzikant
- 21 - Sentayehu Ejigu, Ethiopisch atlete
- 21 - Lana Del Rey, Amerikaans singer-songwriter en model
- 22 - Aaron Lim, Maleisisch autocoureur
- 23 - Morten Jørgensen, Deens roeier
- 24 - Mary Holland, Amerikaans actrice
- 24 - Žana Novaković, Bosnisch alpineskiester
- 24 - Dennis Storm, Nederlands presentator
- 25 - Scott Brown, Schots voetballer
- 25 - Charly Konstantinidis, Grieks-Belgisch voetballer
- 25 - Anton Korobov, Oekraïens schaker
- 25 - Karim Matmour, Algerijns-Frans voetballer
- 26 - Jessica Aguilera, Nicaraguaans atlete
- 26 - Jonathan Kennard, Brits autocoureur
- 26 - Ard van Peppen, Nederlands voetballer
- 26 - Ana Ularu, Roemeens actrice en model
- 27 - Kaio de Almeida, Braziliaans zwemmer
- 27 - Soetkin Baptist, Belgisch zangeres
- 27 - Svetlana Koeznetsova, Russisch tennisster
- 28 - Maria Mendes, Portugees zangeres
- 28 - Sławomir Kuczko, Pools zwemmer
- 30 - Michael Phelps, Amerikaans zwemmer
- 30 - Cody Rhodes, Amerikaans professioneel worstelaar

### Juli
- 1 - Léa Seydoux, Frans actrice

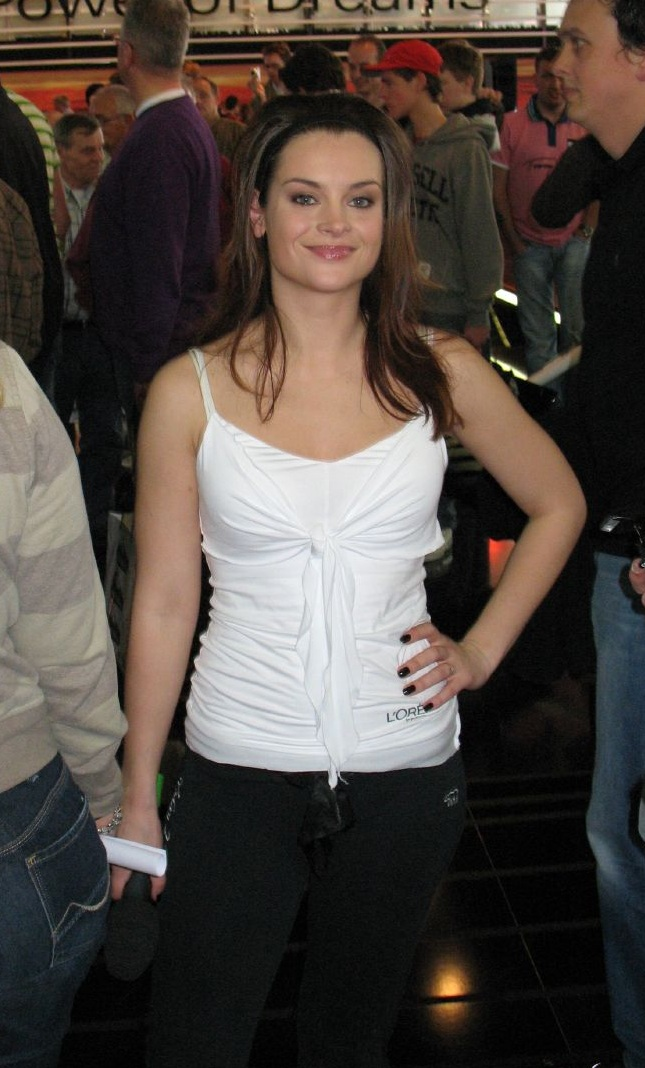
Miljuschka Witzenhausen
geboren 10 juli

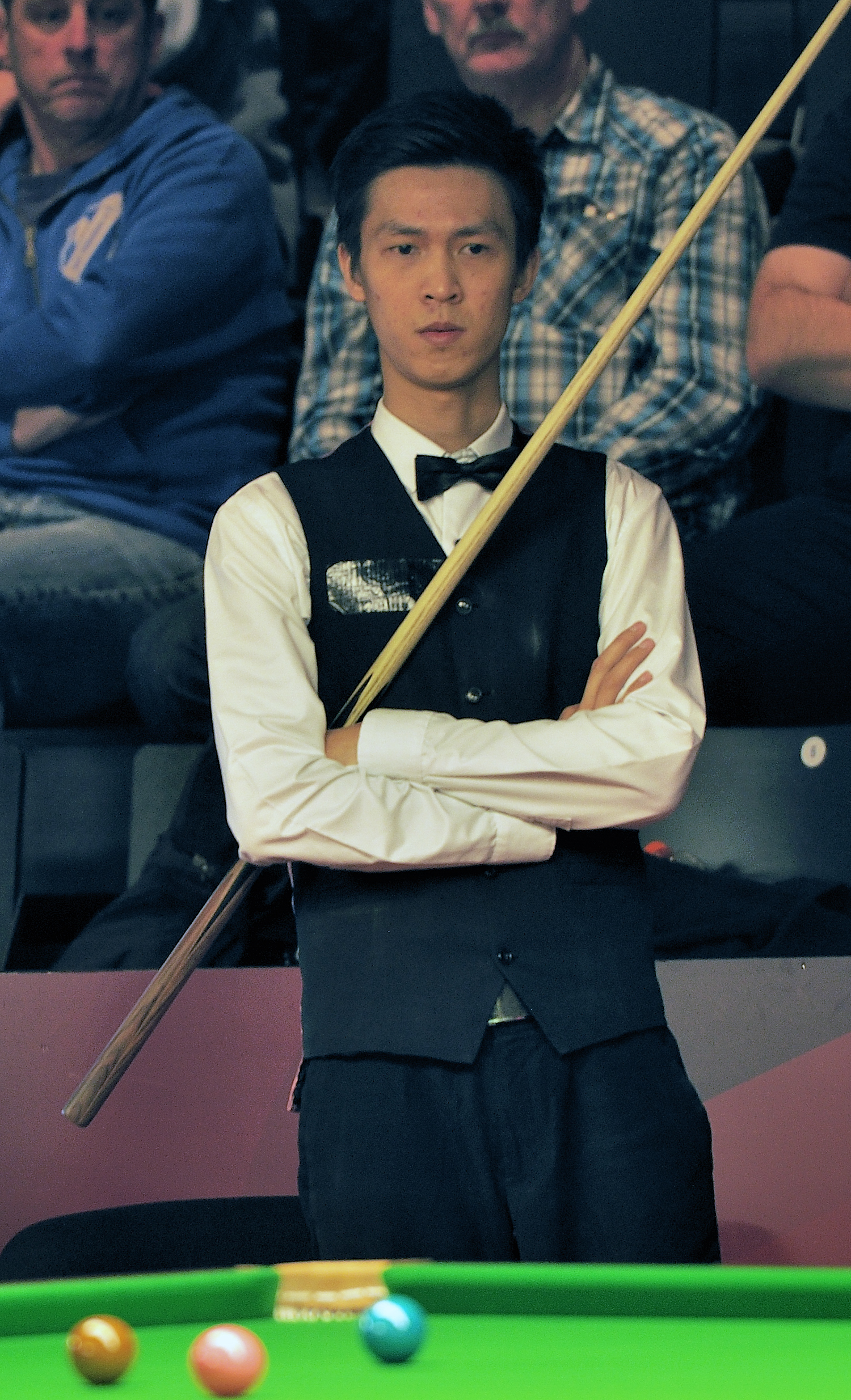
Thepchaiya Un-Nooh
geboren 18 juli

- 2 - Ashley Tisdale, Amerikaans model, actrice en zangeres
- 2 - Nikolaj Troesov, Russisch wielrenner
- 3 - Tom De Sutter, Belgisch voetballer
- 3 - Jure Šinkovec, Sloveens schansspringer
- 4 - Gábor Horváth, Hongaars voetballer
- 4 - Paulien van Dooremalen, Nederlands badmintonster
- 4 - Philipp Wende, Duits roeier
- 5 - Nick O'Malley, Brits basgitarist
- 5 - Vanja Perišić, Kroatisch atlete
- 5 - Megan Rapinoe, Amerikaans voetbalster
- 5 - Isaac Tutumlu, Spaans autocoureur
- 7 - Marco Cribari, Zwitsers atleet
- 7 - Wouter Jolie, Nederlands hockeyer
- 7 - Moses Mosop, Keniaans atleet
- 9 - Paweł Korzeniowski, Pools zwemmer
- 10 - Park Chu-young, Zuid-Koreaans voetballer
- 10 - Mario Gómez, Duits voetballer
- 10 - Miljuschka Witzenhausen, Nederlands presentatrice, vj, soapactrice en televisiekok
- 11 - Martín Anselmi, Argentijns voetbaltrainer
- 11 - Gonzalo Tellechea, Argentijns triatleet
- 12 - Wilson Chebet, Keniaans atleet
- 12 - Emil Hegle Svendsen, Noors biatleet
- 13 - Charlotte Dujardin, Brits ruiter
- 13 - Nobuyuki Nishi, Japans freestyleskiër
- 13 - Guillermo Ochoa, Mexicaans voetbaldoelman
- 14 - Senne Dehandschutter, Belgisch acteur
- 14 - Oleksandr Pjatnytsja, Oekraïens atleet
- 15 - Graziano Pellè, Italiaans voetballer
- 15 - Burak Yılmaz, Turks voetballer
- 17 - Miguel Britos, Uruguayaans voetballer
- 17 - Tom Fletcher, Engels gitarist en zanger
- 18 - Thepchaiya Un-Nooh, Thais snookerspeler
- 19 - LaMarcus Aldridge, Amerikaans basketballer
- 19 - Danne Boterenbrood, Nederlands triatlete
- 19 - Zhou Haibin, Chinees voetballer
- 19 - Darja Pisjtsjalnikova, Russisch atlete
- 20 - Louis Jacob van Zyl, Zuid-Afrikaans atleet
- 21 - Aliette Opheim, Zweeds actrice
- 21 - Jeroen Sanders, Nederlands voetbalscheidsrechter
- 22 - Eduardo Gottardi, Portugees-Braziliaans voetballer
- 22 - Paolo Maria Nocera, Italiaans autocoureur
- 24 - Levi Heimans, Nederlands wielrenner
- 24 - Aries Merritt, Amerikaans atleet
- 24 - Teagan Presley, Amerikaans pornoactrice
- 25 - Mika Ääritalo, Fins voetballer
- 25 - Kirsten McGarry, Iers alpineskiester
- 25 - Mika Ääritalo, Fins voetballer
- 25 - Kirsten McGarry, Iers alpineskiester
- 25 - Hugo Rodallega, Colombiaans voetballer
- 26 - Brice Feillu, Frans wielrenner
- 27 - Young Dolph, Amerikaans rapper (overleden 2021)
- 28 - Mathieu Debuchy, Frans voetballer
- 28 - Dustin Milligan, Canadees acteur
- 29 - Besart Berisha, Albanees voetballer
- 29 - Janneke Bijl, Nederlands voetbalster
- 30 - Aml Ameen, Engels acteur
- 30 - Luca Lanotte, Italiaans kunstschaatser
- 30 - Jeroen Mooren, Nederlands judoka
- 30 - João Urbano, Portugees autocoureur
- 31 - Marcos Danilo Padilha, Braziliaans voetbaldoelman (overleden 2016)
- 31 - Rémy Di Grégorio, Frans wielrenner
- 31 - Brimin Kipruto, Keniaans atleet
- 31 - Jean-Philippe Leguellec, Canadees biatleet
- 31 - Alissa White-Gluz, Canadees zangeres

### Augustus

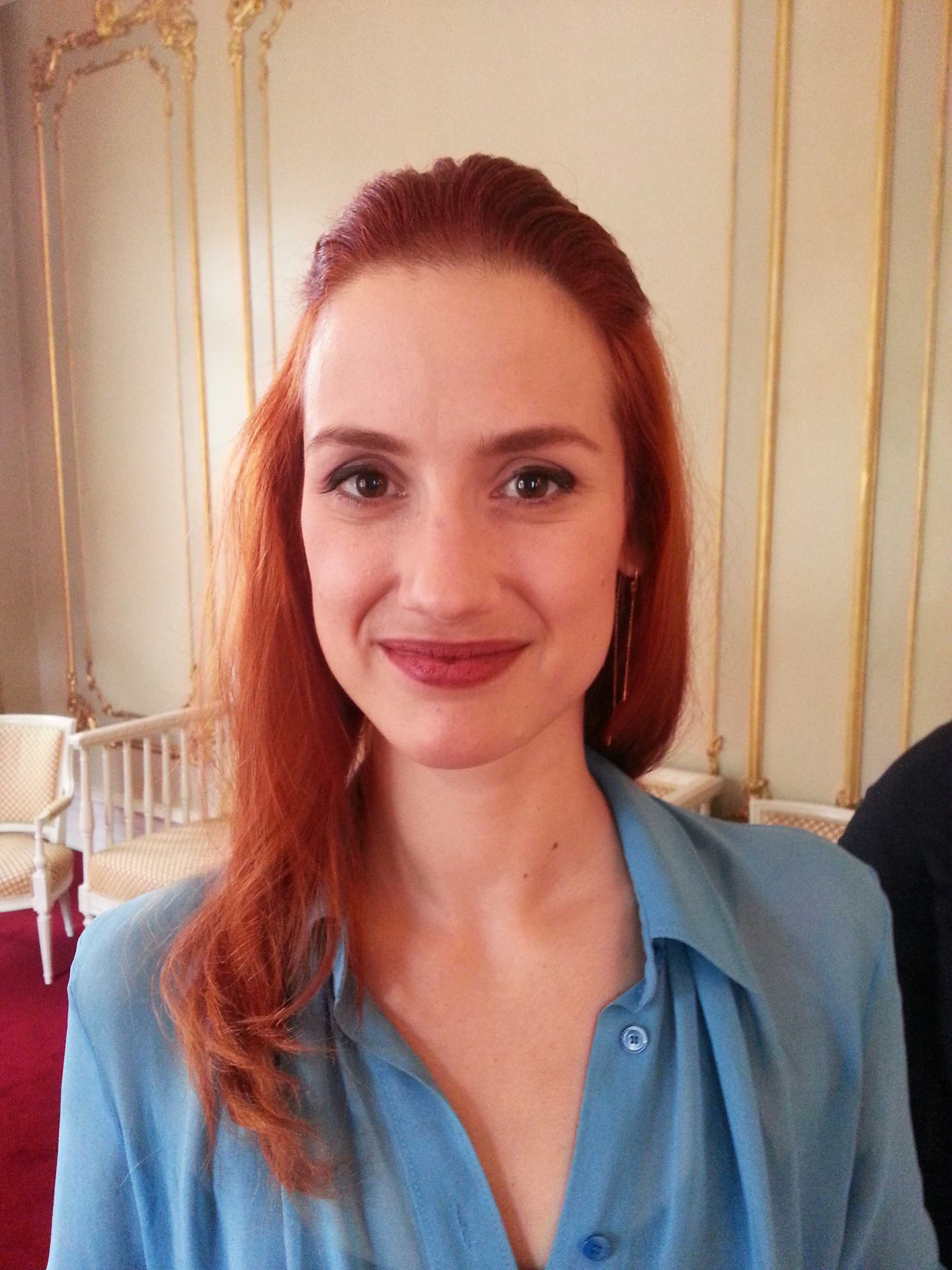
Danica Curcic
geboren 27 augustus

- 2 - Ilia Bozoljac, Servisch tennisser
- 2 - Simon Niepmann, Zwitsers roeier
- 3 - Arne Baeck, Belgisch acteur
- 3 - Rubén Limardo, Venezolaans schermer
- 3 - Zachar Jefimjenko, Oekraïens schaker
- 4 - Scotty Bahrke, Amerikaans freestyleskiër
- 4 - Luis Antonio Valencia, Ecuadoraans voetballer
- 4 - Zhang Xin, Chinees freestyleskiester
- 5 - Salomon Kalou, Ivoriaans voetballer
- 6 - Mickaël Delage, Frans wielrenner
- 6 - Ana Drev, Sloveens alpineskiester
- 6 - Bafétimbi Gomis, Frans voetballer
- 6 - Brendan Sexton, Australisch triatleet
- 6 - Garrett Weber-Gale, Amerikaans zwemmer
- 7 - Daniel Gimeno Traver, Spaans tennisser
- 7 - Mark van der Molen, Nederlands radio-dj
- 8 - Jelle Cleymans, Vlaams acteur en zanger
- 8 - Ryan Koolwijk, Nederlands voetballer
- 8 - Anita Włodarczyk, Pools atlete
- 9 - Kim Crow, Australisch roeister
- 9 - Luca Filippi, Italiaans autocoureur
- 9 - Anna Kendrick, Amerikaans actrice
- 9 - Dennis Marshall, Costa Ricaans voetballer (overleden 2011)
- 9 - Daniel McConnell, Australisch mountainbiker
- 9 - Hayley Peirsol, Amerikaans zwemster
- 10 - Oskar Henningsson, Zweeds golfer
- 10 - Leisel Jones, Australisch zwemster
- 10 - Evelien Ruijters, Nederlands atlete
- 11 - Irene Curtoni, Italiaans alpineskiester
- 12 - Bente Becker, Nederlands Tweede Kamerlid
- 12 - Alexis Copello, Cubaans/Azerbeidzjaans atleet
- 13 - Olubayo Adefemi, Nigeriaans voetballer (overleden 2011)
- 13 - Mark Ruijl, Nederlands sportbestuurder
- 13 - Maria Savinova, Russisch atlete
- 15 - Emil Jönsson, Zweeds langlaufer
- 16 - Agnes Bruckner, Amerikaans actrice
- 16 - Guy Ramos, Nederlands voetballer
- 17 - Emir Ujkani, Belgisch voetballer
- 18 - Inge Dekker, Nederlands zwemster
- 18 - Bryan Ruiz, Costa Ricaans voetballer
- 19 - Mustapha Ghorbal, Algerijns voetbalscheidsrechter
- 19 - Lindsey Jacobellis, Amerikaans snowboardster
- 19 - Miku, Venezolaans voetballer
- 20 - Aslı Çakır Alptekin, Turks atlete
- 21 - Nicolás Almagro, Spaans tennisser
- 22 - Jens Byggmark, Zweeds alpineskiër
- 22 - Airen Mylene, Nederlands presentatrice
- 22 - Salih Yoluç, Turks autocoureur
- 23 - Kim Feenstra, Nederlands actrice en fotografe
- 25 - Andien, Indonesisch zangeres
- 25 - Igor Burzanović, Montenegrijns voetballer
- 25 - Elvedin Džinič, Sloveens voetballer
- 27 - Danica Curcic, Servisch-Deens actrice
- 27 - Maro Engel, Duits autocoureur
- 27 - James Krishna Floyd, Engels acteur
- 27 - Nikica Jelavić, Kroatisch voetballer
- 27 - Anouk Zoutendijk, Nederlands shorttrackster
- 28 - René van Meurs, Nederlands cabaretier
- 30 - Tianna Madison, Amerikaans atlete
- 30 - Éva Risztov, Hongaars zwemster
- 30 - Eamon Sullivan, Australisch zwemmer
- 31 - Mohammad bin Salman al-Saoed, Saoedi-Arabisch kroonprins en politicus
- 31 - Geerten van de Wetering, Nederlands organist en dirigent

### September
- 2 - Mark Otten, Nederlands voetballer
- 3 - Mark van den Boogaart, Nederlands voetballer
- 3 - Friba Razayee, Afghaans judoka
- 3 - Tyrone Spong, Surinaams-Nederlands bokser
- 4 - Thomas Matthys, Belgisch atleet
- 4 - Leonie Meijer, Nederlands zangeres
- 6 - James Ellington, Brits atleet
- 6 - Tom Ransley, Brits roeier
- 6 - Anastasia Taranova-Potapova, Russisch atlete
- 6 - Christine Teunissen, Nederlands politica
- 6 - Alberto Valerio, Braziliaans autocoureur
- 9 - Luka Modrić, Kroatisch voetballer
- 11 - Daniel Alves da Mota, Luxemburgs voetballer
- 12 - Kim Chang-soo, Zuid-Koreaans voetballer
- 12 - Jamie Cope, Engels snookerspeler
- 12 - Sascha Klein, Duits schoonspringer
- 12 - Willem Rebergen, Nederlands dj
- 12 - Matthias Velghe, Belgisch voetballer
- 13 - Rob Kemps, Nederlands zanger en presentator
- 13 - Christian Kum, Duits-Nederlands voetballer
- 13 - Thomas Prager, Oostenrijks voetballer
- 14 - Robert Schröder, Duits voetbalscheidsrechter
- 15 - Ian Dyk, Australisch-Nederlands autocoureur
- 15 - Kayden Kross, Amerikaans pornoactrice
- 16 - Johan Remen Evensen, Noors schansspringer
- 16 - Javier Forés, Spaans motorcoureur
- 17 - Tomáš Berdych, Tsjechisch tennisser
- 17 - Hailey Duke, Amerikaans alpineskiester
- 18 - Andrej Zjyhalka, Wit-Russisch schaker
- 19 - Zoë Chao, Amerikaans actrice
- 19 - Maartje Paumen, Nederlands hockeyster
- 20 - Bas Bakker, Nederlands voetballer
- 20 - Ryan Joyce, Engels darter
- 21 - Maryam Hassouni, Nederlands-Marokkaans actrice
- 23 - Cush Jumbo, Engels actrice
- 23- Marijke Mettes, Nederlands paralympisch sportster
- 23 - Evi Van Acker, Belgisch zeilster
- 24 - Eric Adjetey Anang, Ghanees beeldhouwer
- 24 - Mehdi Chafi, Marokkaans-Nederlands rapper
- 24 - Linda Hakeboom, Nederlands presentatrice
- 24 - Isaac Makwala, Botswaans atleet
- 24 - Bart van Nunen, Nederlands atleet
- 24 - Jonathan Soriano, Spaans voetballer
- 25 - Nery Brenes, Costa Ricaans atleet
- 26 - Fabio Cerutti, Italiaans atleet
- 26 - Tatjana Poesjkarjova, Russisch atlete
- 27 - Anne Möllinger, Duits atlete
- 27 - Daniel Pudil, Tsjechisch voetballer
- 29 - Niklas Moisander, Fins voetballer
- 30 - Adriënne Herzog, Nederlands atlete
- 30 - Dennis Higler, Nederlands voetbalscheidsrechter
- 30 - Daniel Avery, Brits danceproducer
- 30 - Dmitri Grabovski, Oekraïens wielrenner (overleden 2017)
- 30 - Cristian Rodríguez, Uruguayaans voetballer

### Oktober

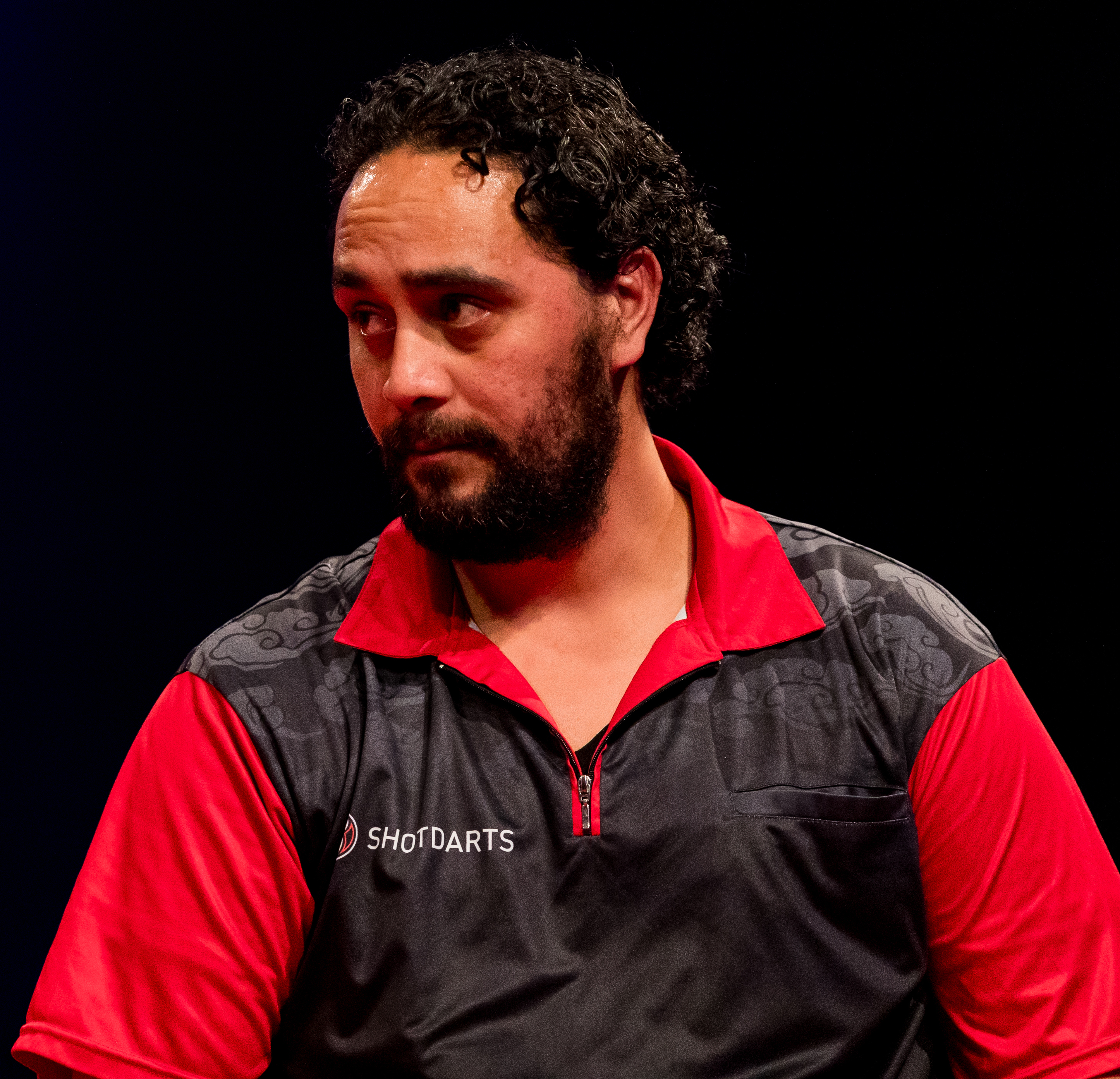
Cody Harris
geboren op 10 oktober

- 1 - Scott Mansell, Brits autocoureur
- 2 - Casper Bouman, Nederlands windsurfer
- 2 - Ciprian Marica, Roemeens voetballer
- 2 - Alexander Smit, Nederlands honkballer
- 2 - Linda Stahl, Duits atlete
- 3 - Shontelle, Barbadiaans zangeres
- 4 - Zhang Dan, Chinees kunstschaatsster
- 5 - Matteo Marsaglia, Italiaans alpineskiër
- 6 - Mitchell Cole, Engels voetballer (overleden 2012)
- 6 - Jesse Huta Galung, Nederlands tennisser
- 6 - Robert Madley, Engels voetbalscheidsrechter
- 6 - Munkong Sathienthirakul, Thais autocoureur
- 7 - Mattias Hargin, Zweeds alpineskiër
- 7 - Daniele Meucci, Italiaans atleet
- 7 - Laura Ponticorvo, Nederlands-Italiaans youtuber en mediapersoonlijkheid
- 8 - Bruno Mars, Amerikaans zanger
- 8 - Tom Schnell, Luxemburgs voetballer
- 9 - David Plummer, Amerikaans zwemmer
- 9 - Emily Silver, Amerikaans zwemster
- 10 - Dominique Cornu, Belgisch wielrenner
- 10 - Vadim Demidov, Noors voetballer
- 10 - Marina Diamandis, Brits zangeres
- 10 - Cody Harris, Nieuw-Zeelands darter
- 10 - Daniel la Rosa, Duits autocoureur
- 11 - Annette Gerritsen, Nederlands schaatsster
- 11 - Bram van Polen, Nederlands voetballer
- 11 - Michelle Trachtenberg, Amerikaans actrice (overleden 2025)
- 12 - Michelle Carter - Amerikaans atlete
- 12 - Janay DeLoach, Amerikaans atlete
- 13 - Anke Karstens, Duits snowboardster
- 14 - Martial Mbandjock, Frans atleet
- 14 - Alexandre Sarnes Negrão, Braziliaans autocoureur
- 14 - Harry Vaulkhard, Brits autocoureur
- 15 - Emma Curvers, Nederlands journaliste, schrijfster en columniste
- 15 - Marcos Martínez, Spaans autocoureur
- 16 - Markus Eibegger, Oostenrijks wielrenner
- 16 - Benjamin Karl, Oostenrijks snowboarder
- 16 - Verena Sailer - Duits atlete
- 16 - Casey Stoner, Australisch motorcoureur
- 17 - Max Irons, Engels acteur en model
- 17 - Collins John, Nederlands voetballer
- 17 - Baran Kosari, Iraans actrice
- 17 - Christine Magnuson, Amerikaans zwemster
- 17 - Sara Moreira, Portugees atlete
- 19 - Laurens Dassen, Nederlands politicus; partijleider Volt Nederland
- 19 - Gerben Last, Nederlands paralympisch sporter
- 20 - Michal Matějovský, Tsjechisch autocoureur
- 21 - Dani Hernández, Venezolaans voetballer
- 21 - Dwight Tiendalli, Nederlands voetballer
- 22 - Óscar Alberto Díaz, Boliviaans voetballer
- 22 - Hadise Açıkgöz, Belgisch zangeres
- 22 - Rachna David, Noors dartster
- 22 - Rohit David, Noors darter
- 24 - Thomas Matton, Belgisch voetballer
- 24 - Wayne Rooney, Engels voetballer
- 24 - Oscar Wendt, Zweeds voetballer
- 24 - Boy Westerhof, Nederlands tennisser
- 25 - Ciara Harris, Amerikaans zangeres
- 25 - Kara Lynn Joyce, Amerikaans zwemster
- 25 - Christopher Sean, Amerikaans acteur
- 26 - Jurgen Themen, Surinaams atleet
- 28 - Gaëtane Thiney, Frans voetbalster
- 28 - Oleksandr Volovyk, Oekraïens voetballer
- 28 - Nomcebo Zikode, Zuid-Afrikaans singer-songwriter
- 29 - Reinaldo Colucci, Braziliaans triatleet
- 29 - Serdar Gözübüyük, Nederlands voetbalscheidsrechter
- 29 - Lacey Nymeyer, Amerikaans zwemster
- 30 - Ragnar Klavan, Estisch voetballer
- 30 - Elfie Tromp, Nederlands schrijfster en columniste
- 31 - Fanny Chmelar, Duits alpineskiester
- 31 - Kerron Clement, Amerikaans atleet
- 31 - William Walker, Australisch wielrenner

### November
- 2 - John Devine, Amerikaans wielrenner
- 3 - Jimmy Dijk, Nederlands politicus
- 3 - Karin Oberhofer, Italiaans biatlete
- 3 - Brenda Ramaekers, Nederlands paralympisch sportster
- 5 - Michel Butter, Nederlands atleet
- 5 - Olga Koetsjerenko, Russisch atlete
- 6 - Gabriëlla Wammes, Nederlands turnster
- 9 - Aleksander Goeroeli, Georgisch voetballer
- 10 - Marco Barba, Spaans autocoureur
- 10 - Nesta Carter, Jamaicaans atleet
- 10 - Aleksandar Kolarov, Servisch voetballer
- 10 - Patrick Meek, Amerikaans langebaanschaatser
- 10 - Sanne Verstegen, Nederlands atlete
- 10 - Wu Minxia, Chinees schoonspringster
- 10 - Liu Zhongqing, Chinees freestyleskiër
- 11 - Elske DeWall, Nederlands singer-songwriter
- 11 - Luton Shelton, Jamaicaans voetballer (overleden 2021)
- 12 - Rick Brink, Nederlands politicus (overleden 2024)
- 13 - Viktor Elm, Zweeds voetballer
- 13 - Kim Sun-joo, Zuid-Koreaans alpineskiester
- 13 - Rahul Kohli, Engels acteur
- 13 - Milan Kopic, Tsjechisch voetballer
- 14 - Mara Abbott, Amerikaans wielrenster
- 14 - Ronny Hafsås, Noors biatleet en langlaufer
- 14 - Thomas Vermaelen, Belgisch voetballer
- 16 - Sanna Marin, Fins politica; premier 2019-2023
- 18 - Allyson Felix, Amerikaans atlete
- 19 - Kasper Lorentzen, Deens voetballer
- 20 - Juan Cruz Álvarez, Argentijns autocoureur
- 20 - Maria Moechortova, Russisch kunstschaatsster
- 21 - Carly Rae Jepsen, Canadees zangeres
- 21 - Nadine Müller, Duits atlete
- 21 - Marhinde Verkerk, Nederlands judoka
- 22 - Rianna Galiart, Nederlands atlete
- 22 - Lukáš Pešek, Tsjechisch motorcoureur
- 23 - Viktor An, Koreaans/Russisch shorttracker
- 23 - Scott Brash, Brits ruiter
- 23 - Mirte Roelvink, Nederlands voetbalster
- 24 - Christelle Laura Douibi, Algerijns skiester
- 25 - Remona Fransen, Nederlands atlete
- 25- Marcus Hellner, Zweeds langlaufer
- 25 - Obidiah Tarumbwa, Zimbabwaans voetballer
- 26 - Nikola Pokrivač, Kroatisch voetballer (overleden 2025)
- 28 - Guillermo Fayed, Frans alpineskiër
- 28 - Marine Ghazaryan, Armeens atlete
- 28 - Landry N'Guémo, Kameroens voetballer (overleden 2024)
- 28 - Álvaro Pereira, Uruguayaans voetballer
- 28 - Magdolna Rúzsa, Hongaars zangeres
- 30 - Brigitte Acton, Canadees alpineskiester

### December
- 1 - Nathalie Moellhausen, Italiaans-Braziliaans schermster
- 1 - Björn Vleminckx, Belgisch voetballer
- 2 - Amaury Leveaux, Frans zwemmer
- 3 - László Cseh, Hongaars zwemmer
- 3 - Amanda Seyfried, Amerikaans actrice
- 4 - Ibtihaj Muhammad, Amerikaans schermster
- 5 - Inge Schrama, Nederlands actrice
- 6 - Aristeidis Grigoriadis, Grieks zwemmer
- 7 - Floris van Assendelft, Nederlands schaker
- 7 - S.A. Chakraborty, Amerikaans schrijfster
- 8 - Xavier Carter, Amerikaans atleet
- 8 - Meagan Duhamel, Canadees kunstschaatsster
- 9 - Wil Besseling, Nederlands golfer
- 10 - Julia Müller, Duits hockeyster
- 10 - Raven-Symoné, Amerikaans actrice en zangeres
- 11 - Ariclenes da Silva Ferreira (Ari), Braziliaans voetballer
- 11 - Melissa Gorman, Australisch zwemster
- 11 - Daniil Move, Russisch autocoureur
- 11 - Zdeněk Štybar, Tsjechisch wielrenner
- 13 - Frida Hansdotter, Zweeds alpineskiester
- 14 - Jakub Błaszczykowski, Pools voetballer
- 14 - Jevgeni Lagoenov, Russisch zwemmer
- 14 - Juan Camilo Zúñiga, Colombiaans voetballer
- 16 - James Nash, Brits autocoureur
- 18 - Gert-Jan Wassink, Nederlands atleet
- 19 - Andrea Baldini, Italiaans schermer
- 19 - Gary Cahill, Engels voetballer
- 19 - Sally Kipyego, Keniaans atlete
- 19 - Jelena Peeters, Belgisch inline-skatester en langebaanschaatsster
- 19 - Lady Sovereign, Brits zangeres
- 19 - Christian Sprenger, Australisch zwemmer
- 23 - Martin Bernburg, Deens voetballer
- 23 - Harry Judd, Brits drummer
- 24 - Fabiano Joseph, Tanzaniaans atleet
- 24 - Christina Schwanitz, Duits atlete
- 24 - Matt Targett, Australisch zwemmer
- 25 - Lukas Klapfer, Oostenrijks noordse combinatieskiër
- 25 - Martin Mathathi, Keniaans atleet
- 25 - Nathan Smith, Canadees biatleet
- 26 - Gediminas Bagdonas, Litouws wielrenner
- 27 - Jérôme d'Ambrosio, Belgisch racecoureur
- 27 - Daiki Ito, Japans schansspringer
- 27 - Verona van de Leur, Nederlands turnster
- 28 - Ivan Perrillat Boiteux, Frans langlaufer
- 29 - Ursina Haller, Zwitsers snowboardster
- 30 - Lars Boom, Nederlands wielrenner
- 30 - Krisztián Takács, Hongaars zwemmer
- 31 - Aleksandra Gerasimenia, Wit-Russisch zwemster
- 31 - Jan Smit, Nederlands zanger
- 31 - Jan Versteegh, Nederlands presentator en zanger

### Exacte datum onbekend
- Marjan van Aubel, Nederlands installatiekunstenaar en ontwerpster
- Gerda Blees, Nederlands schrijfster en dichteres
- Johan Fretz, Nederlands schrijver, columnist en theatermaker
- Olaf Koens, Nederlands tv-journalist
- Ivo Nieuwenhuis, Nederlands universitair docent Nederlandse taal en cultuur en cabaretrecensent
- Sarah Sluimer, Nederlands schrijfster en columniste
- Sarah Blom, Nederlands schrijfster, psychologe en theatermaakster